# Sergiusz Grudkowski
Sergiusz Grudkowski (ur. 11 lutego 1916 roku w Borowiczach, zm. 10 czerwca 2008) – malarz, uhonorowany tytułem „Zasłużony Działacz Kultury”, uznawany za jednego z najwybitniejszych współczesnych malarzy akwarelistów.
Młodość spędził na nowogródczyźnie i wileńszczyźnie. Ukończył podchorążówkę na Białorusi, podczas II wojny światowej czynnie uczestniczył w obronie Mławy, Modlina i Warszawy, po zakończeniu wojny w stopniu majora przeszedł do cywila. Studiował w Akademii Sztuk Pięknych w Warszawie, a następnie uzyskał tytuł inżyniera rolnika w Szkole Głównej Gospodarstwa Wiejskiego w Warszawie.  Był  uczniem profesorów Jana Cybisa oraz Janusza Podoskiego. 
Pracował w Ministerstwie Ziem Odzyskanych, Państwowych Nieruchomościach Ziemskich, wielu Państwowych Zakładach Hodowli Roślin, oraz był dyrektorem Warszawskiej Centrali Nasiennej.
Podróżował po wielu zakątkach świata, najchętniej jednak malował krajobraz Polski i kresów. Uprawiał również malarstwo sztalugowe. 
Jego prace, które powstawały przez nieomal całe jego życie, doczekały się licznych wystaw w Polsce i na świecie, a jego obrazy znajdują się w muzeach w wielu krajach, w kolekcjach prywatnych oraz fundacjach, które bardzo chętnie wspierał. Był też laureatem licznych nagród za twórczość artystyczną.